# Натальинское муниципальное образование
Натальинское муниципальное образование — сельское поселение в Балаковском районе Саратовской области Российской Федерации. Административный центр — село Натальино.

## История
Статус и границы сельского поселения были установлены Законом Саратовской области от 27 декабря 2004 года № 103-ЗСО «О муниципальных образованиях, входящих в состав Балаковского муниципального района».
Законом Саратовской области от 26 февраля 2013 года № 15−ЗСО Головановское, Матвеевское, Натальинское, Новониколаевское, Новониколевское и Подсосенское муниципальные образования преобразованы, путём объединения, во вновь образованное муниципальное образование «Натальинское муниципальное образование Балаковского муниципального района Саратовской области» с административным центром в селе Натальино.

## Население
| 2010  | 2011  | 2012  | 2013  | 2014  | 2015  | 2016  |
| ----- | ----- | ----- | ----- | ----- | ----- | ----- |
| 1652  | ↗1654 | ↗1727 | ↘1657 | ↗7092 | ↗7135 | ↘7030 |
| 2017  | 2018  | 2019  | 2020  | 2021  |       |       |
| ↘6949 | ↘6825 | ↘6724 | ↘6600 | ↗7102 |       |       |

## Состав сельского поселения
| №  | Населённый пункт | Тип населённого пункта       | Население |
| -- | ---------------- | ---------------------------- | --------- |
| 1  | Андреевка        | село                         | ↗212      |
| 2  | Барвенковский    | посёлок                      | 28        |
| 3  | Головановский    | посёлок                      | ↘695      |
| 4  | Грачи            | посёлок                      | ↘335      |
| 5  | Затонский        | посёлок                      | ↘169      |
| 6  | Матвеевка        | село                         | ↘658      |
| 7  | Натальино        | село, административный центр | ↘1657     |
| 8  | Николевка        | село                         | ↘461      |
| 9  | Николевский      | посёлок                      | ↘570      |
| 10 | Новониколаевский | посёлок                      | ↘968      |
| 11 | Подсосенки       | село                         | ↗806      |
| 12 | Старая Медынка   | село                         | ↘142      |
| 13 | Хлебновка        | село                         | ↘500      |